# Polska Superliga Tenisa Stołowego 2014/2015
Superliga Tenisa Stołowego 2014/2015 – edycja rozgrywek pierwszego poziomu ligowego w Polsce. Brało w niej udział 12 drużyn, grając systemem kołowym. Po pierwszej rundzie tabelę podzielono na pół tworząc sześciozespołową grupę mistrzowską i spadkową. W każdej grupie rozegrano drugą rundę, która się składała z pięciu kolejek. Cztery czołowe drużyny w tabeli grupy mistrzowskiej brały udział w meczach play-off o tytuł mistrza kraju natomiast dwie ostatnie drużyny z grupy spadkowej zostały zdegradowane do niższej ligi.
Złoty medal Mistrzostw Polski wywalczył zespół Olimpii-Unii Grudziądz, srebrny Bogorii Grodzisk Mazowiecki, a brązowy otrzymały Kolping Jarosław i Dekorglass Działdowo. Do niższej ligi zostały zdegradowane Pogoń Lębork oraz Dojlidy Białystok.

## Drużyny
| Nazwa drużyny                         | Miejsce w poprzednim sezonie |
| ------------------------------------- | ---------------------------- |
| KS DARTOM BOGORIA Grodzisk Mazowiecki | 1                            |
| ASTS OLIMPIA-UNIA Grudziądz           | 2                            |
| PKS Kolping FRAC Jarosław             | 3                            |
| CARBO-KOKS TTS Polonia Bytom          | 3                            |
| KS Dekorglass Działdowo               | 5                            |
| FIBRAIN AZS Politechnika Rzeszów      | 6                            |
| MORLINY Ostróda                       | 7                            |
| ZKS Palmiarnia Zielona Góra           | 8                            |
| POLTAREX Pogoń Lębork                 | 9                            |
| KST Energa-Manekin Toruń              | 10                           |
| Zooleszcz Gwiazda Bydgoszcz           | Awans z I ligi               |
| Dojlidy Białystok                     | Awans z I ligi               |

## Tabela (runda zasadnicza)
Grupa mistrzowska
| Poz. | Drużyna                        | M  | Z  | P  | Pojedynki | Punkty |
| ---- | ------------------------------ | -- | -- | -- | --------- | ------ |
| 1.   | ASTS Olimpia-Unia Grudziądz    | 16 | 14 | 2  | 46:13     | 43     |
| 2.   | KS Bogoria Grodzisk Mazowiecki | 16 | 12 | 4  | 39:17     | 35     |
| 3.   | PKS Kolping Jarosław           | 16 | 11 | 5  | 38:29     | 30     |
| 4.   | KS Dekorglass Działdowo        | 16 | 10 | 6  | 35:29     | 27     |
| 5.   | CARBO-KOKS TTS Polonia Bytom   | 16 | 8  | 8  | 29:30     | 26     |
| 6.   | Morliny Ostróda                | 16 | 6  | 10 | 26:34     | 21     |

Grupa spadkowa
| Poz. | Drużyna                     | M  | Z  | P  | Pojedynki | Punkty |
| ---- | --------------------------- | -- | -- | -- | --------- | ------ |
| 7.   | Energa-Manekin Toruń        | 16 | 11 | 5  | 37:27     | 29     |
| 8.   | Zooleszcz Gwiazda Bydgoszcz | 16 | 8  | 8  | 32:34     | 24     |
| 9.   | ZKS Palmiarnia Zielona Góra | 16 | 6  | 10 | 29:38     | 19     |
| 10.  | AZS Politechnika Rzeszów    | 16 | 5  | 11 | 27:34     | 17     |
| 11.  | Poltarex Pogoń Lębork       | 16 | 3  | 13 | 18:43     | 9      |
| 12.  | Dojlidy Białystok           | 16 | 2  | 14 | 16:44     | 8      |

## Wyniki (play-off)

### Półfinały
| Drużyna                   | Wyniki | Drużyna                        |
| ------------------------- | ------ | ------------------------------ |
| KS Dekorglass Działdowo   | 0:3    | ASTS Olimpia-Unia Grudziądz    |
| PKS Kolping FRAC Jarosław | 1:3    | KS BOGORIA Grodzisk Mazowiecki |

### Finał
| Drużyna                        | Wyniki      | Drużyna                     |
| ------------------------------ | ----------- | --------------------------- |
| KS BOGORIA Grodzisk Mazowiecki | 2:3 3:2 1:3 | ASTS Olimpia-Unia Grudziądz |

## Medaliści
| Lp. | Drużyna                        | Skład                                                       |
| --- | ------------------------------ | ----------------------------------------------------------- |
| 1.  | ASTS Olimpia-Unia Grudziądz    | Wang Yang, Kaii Yoshida, Bartosz Such, Patryk Zatówka       |
| 2.  | KS Bogoria Grodzisk Mazowiecki | Oh Sang-eun, Daniel Górak, Paweł Fertikowski, Robert Floras |
| 3.  | PKS Kolping Jarosław           | Wang Zeng Yi, Evgueni Chtchetinne, Vitali Nekhviadovich     |
| 3.  | KS Dekorglass Działdowo        | Patryk Chojnowski, Jiri Vrablik, Wenliang Xu                |